# كلغة باتخت (لوداب)
کلغة باتخت (بالفارسية: کلگه پاتخت) هي قرية تقع في إيران في قسم لوداب الريفي.